# Оттон IV (маркграф Бранденбурга)
Оттон IV Со Стрелой (нем. Otto IV., «mit dem Pfeil»; ок. 1238 — 27 ноября 1308 или 1309) — маркграф Бранденбурга с 1266 года из рода Асканиев. Сын Иоганна I Бранденбургского и Софии Датской.

## Биография
В 1277 году его брат Эрих Бранденбургский выставил свою кандидатуру на пост архиепископа Магдебурга, что привело к длительным военным действиям, в которых Оттон участвовал на стороне брата. В 1278 году в битве при Фрозе Оттон попал в плен к магдебургцам, которые поместили его в клетку, из которой его выкупил его советник Иоганн фон Бух за 400 фунтов серебра.
В 1280 году у Штасфурта Оттон был поражён стрелой, которая оставалась в его голове целый год.
Лишь в 1283 году Эрих Бранденбургский получил сан архиепископа с благословения папы Мартина IV.
В 1292 году Оттон IV приобрёл пфальцграфство Саксонию и Ландсбергскую марку, а в 1303 году — Лужицкую марку.
Считается одним из наиболее вероятных заказчиков убийства короля Польши Пшемысла II в 1296 году, который враждовал с Бранденбургом.
Оттон также известен как миннезингер.

## Семья
Оттон IV был женат дважды. Первая жена (с 1262) — Хайлвига, дочь Иоганна I Гольштейн-Кильского и Елизаветы Саксонской (ум.1305). Вторая жена (с 1308) — Ютта, вдова маркграфа Лужицкого Дицмана. Детей у Оттона IV не было.